# Хамден (Охајо)
Хамден (енгл. Hamden) град је у америчкој савезној држави Охајо.

## Демографија
По попису из 2010. године број становника је 879, што је 8 (0,9%) становника више него 2000. године.
| Група             | 2000.       | 2010.       |
| Белци             | 842 (96,7%) | 867 (98,6%) |
| Афроамериканци    | 0 (0,0%)    | 4 (0,5%)    |
| Азијати           | 0 (0,0%)    | 1 (0,1%)    |
| Хиспаноамериканци | 7 (0,8%)    | 6 (0,7%)    |
| Укупно            | 871         | 879         |